# Magellanův proud

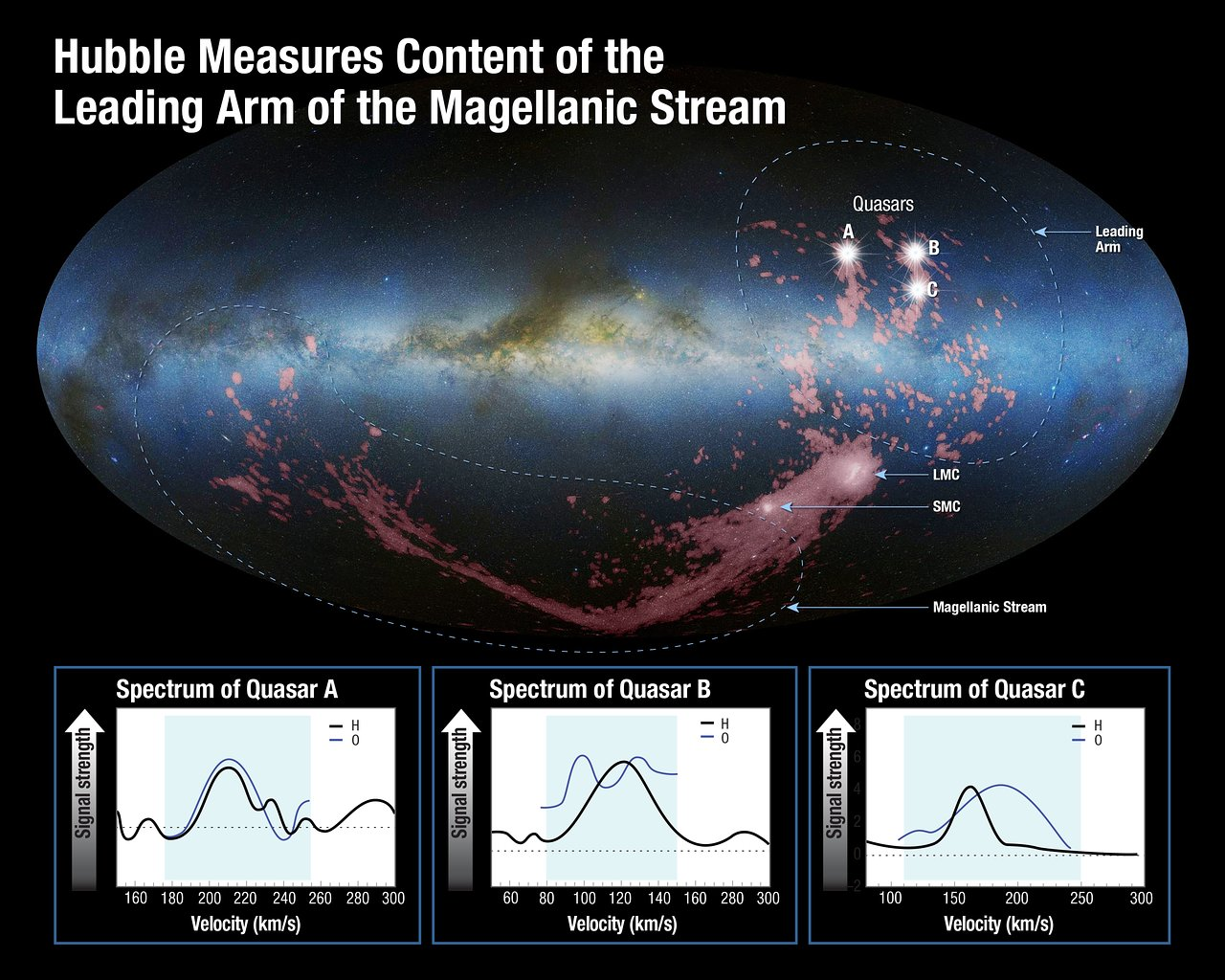
Vedoucí rameno Magellanova proudu měřeno Hubbleovým teleskopem

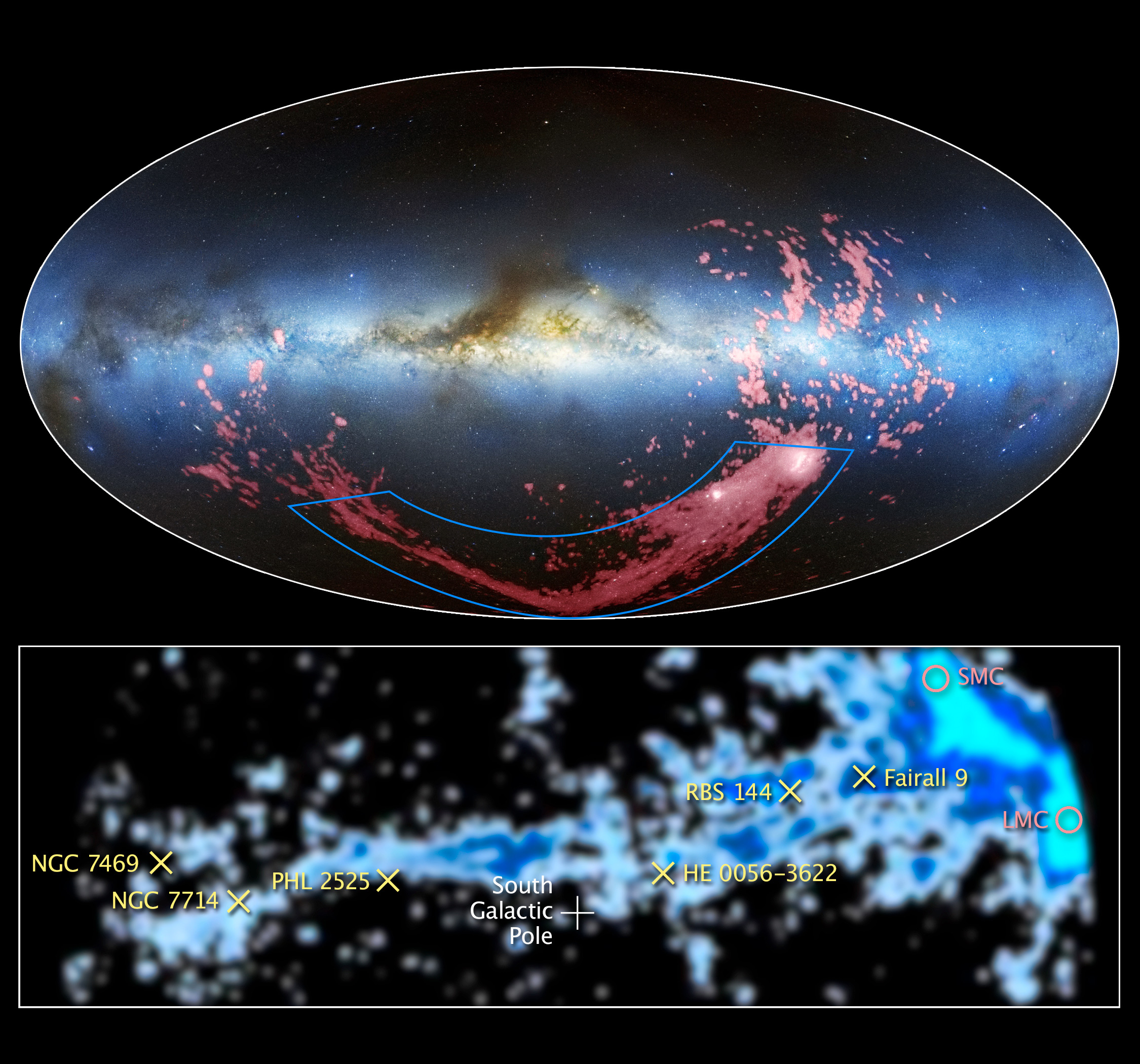
Mapa pozorování Magellanova proudu Hubbleovým teleskopem.

Magellanův proud je rychlý proud neutrálního vodíku, který se rozpíná od Velkého k Malému Magellanovu oblaku a spojuje tyto trpasličí galaxie s Mléčnou dráhou. Tento proud se dotýká obou trpasličích galaxií a táhne se za nimi v oblouku velikém zhruba 100° kolem jižního pólu Mléčné dráhy. Na obloze je pozorovatelný pomocí rádiových vln na vodíkové čáře 21 cm. Magellanův proud byl poprvé pozorován v roce 1965.

## Vlastnosti
Magellanův proud je dlouhý zhruba 600 000 světelných let a leží v průměrné vzdálenosti 180 000 světelných let od galaxie Mléčné dráhy. Je pozorován hlavně v oboru rádiových vln. Tvar proudu je silně ovlivňován gravitační silou Galaxie. V proudu je také možné pozorovat dvě plynná ramena na jeho koncích. V předním rameně byla také zaznamenána tvorba hvězd. V  roce 2019 zde astronomové objevili mladou hvězdokupu Price-Whelan 1 pomocí vesmírné družíce Gaia patřící společnosti ESA.

## Původ
Magellanův proud byl vytvořen zhruba před 2,5 miliardami let působením gravitačních sil Mléčné dráhy a obou oblaků. Tvoří jej plyny pocházející z obou oblaků, ale silně převažuje hmota původem z Malého Magellanova oblaku. Tento fakt byl dokázán nízkým zastoupením síry a kyslíku v proudu, což se shoduje s předpokládaným složením Malého Magellanova oblaku v době, kdy Magellanův proud vznikl. V blízkosti oblaků zastoupení těžších prvků stoupá.